# ジョン・トランブル
ジョン・トランブル（英: John Trumbull、1756年6月6日 - 1843年11月10日）は、アメリカ独立戦争期のアメリカ合衆国の画家である。現在2ドル紙幣の裏面に使われている『独立宣言』など歴史的場面を描いたことで有名である。

## 初期の経歴
トランブルはコネチカット州レバノンで、初代コネチカット州知事を務めた（1769年 - 1784年）ジョナサン・トランブルの四男として生まれた。兄にアメリカ合衆国下院議長やコネチカット州知事を務めたジョナサン・トランブル・ジュニアがいる。1771年、15歳の時にハーバード大学の予備科に入り、1773年に卒業した。子供時代の事故で片目の視力を失っており、その詳細な画風に影響を与えた可能性がある。
トランブルはアメリカ独立戦争の兵士として、ボストンでイギリス軍の防御施設を描く特殊任務を行い、有名なバンカーヒルの戦いを目撃した。ジョージ・ワシントン将軍の副官補に指名され、1776年6月にホレイショ・ゲイツ将軍の総務局長補となったが、1777年に大陸軍から除隊した。
1780年、ロンドンに渡って王室画家ベンジャミン・ウエストに師事し、独立戦争の小さな絵画や小型肖像画を描くことを提案されたことをきっかけに、生涯で約250点のそのような絵画を描くことになった。
1780年9月23日と1780年10月2日、イギリス人諜報員ジョン・アンドレ少佐がアメリカにおけるスパイとしてそれぞれ捕獲され絞首刑にされた。この報せがヨーロッパにも届き、トランブルは大陸軍においてアンドレと同じような階級の士官として、ロンドンのトートヒル・フィールズ・ブライドウェルに7か月間収監された。
1784年、トランブルは再びロンドンでウェストの元に行き、そのスタジオで『バンカーヒルの戦い』と『モントゴメリー将軍の死』を描いた。この2作は現在イェール大学画廊に収められている。
1785年、トランブルはパリに行き、そこで『コーンウォリス将軍の降伏』のためにフランス人士官の肖像画を制作し、またトーマス・ジェファーソンの援助もあって、アシャー・ブラウン・デュランドによる版画で有名になっていた『独立宣言』を描き始めた。この絵は『バーゴイン将軍の降伏』、『ヨークタウンの降伏』および『ワシントンの総司令官退任』と共にアメリカ合衆国議会に買い上げられ、これら絵画は現在アメリカ合衆国議会議事堂に掲げられている。トランブルの描いた『ジブラルタル守備隊の出撃、1789年』はボストン・アセネウムに所有され、ボストン美術館に収められている。

## 中期
トランブルは1831年に年金1,000ドルでイェール大学に一連の28の絵画と60の小型肖像画を売却した。これが現在、トランブル作品のコレクションとしては最大のものになっている。このコレクションは当初、他の画家による肖像画と共に、イェール大学のオールド・キャンパスにあるトランブルが設計した新古典派画廊に収められていた。
トランブルの肖像画には、ニューヨーク市役所にある等身大ジョージ・ワシントン（1790年）やジョージ・クリントン（1791年）の肖像もあり、そこにはまたアレクサンダー・ハミルトン（1805年制作、10ドル札表面に使用）やジョン・ジェイの等身大肖像画、ジョン・アダムズ（1797年）、ジョナサン・トランブルおよびルーファス・キング（1800年）の肖像画もある。その他にイェール大学にはティモシー・ドワイトとスティーブン・ヴァン・ランセラーの肖像画、メトロポリタン美術館とボストン美術館にはアレクサンダー・ハミルトンの肖像画（どちらもセラッチの胸像から採られた）、1833年の自画像、サウスカロライナ州チャールストンの等身大ワシントン、イェール大学の等身大軍装ワシントン（1792年）、国立アメリカ歴史博物館のワシントンとワシントン夫人の肖像画がある。
トランブル自身の肖像画は、ギルバート・スチュアートなど多くの者が描いている。
1794年、トランブルはイギリスとの条約交渉にあたったジョン・ジェイの秘書としてロンドンで行動し、1796年、この条約の第7条を遂行するために両国によって派遣された委員会によって5番目の委員に指名された。

## 晩年

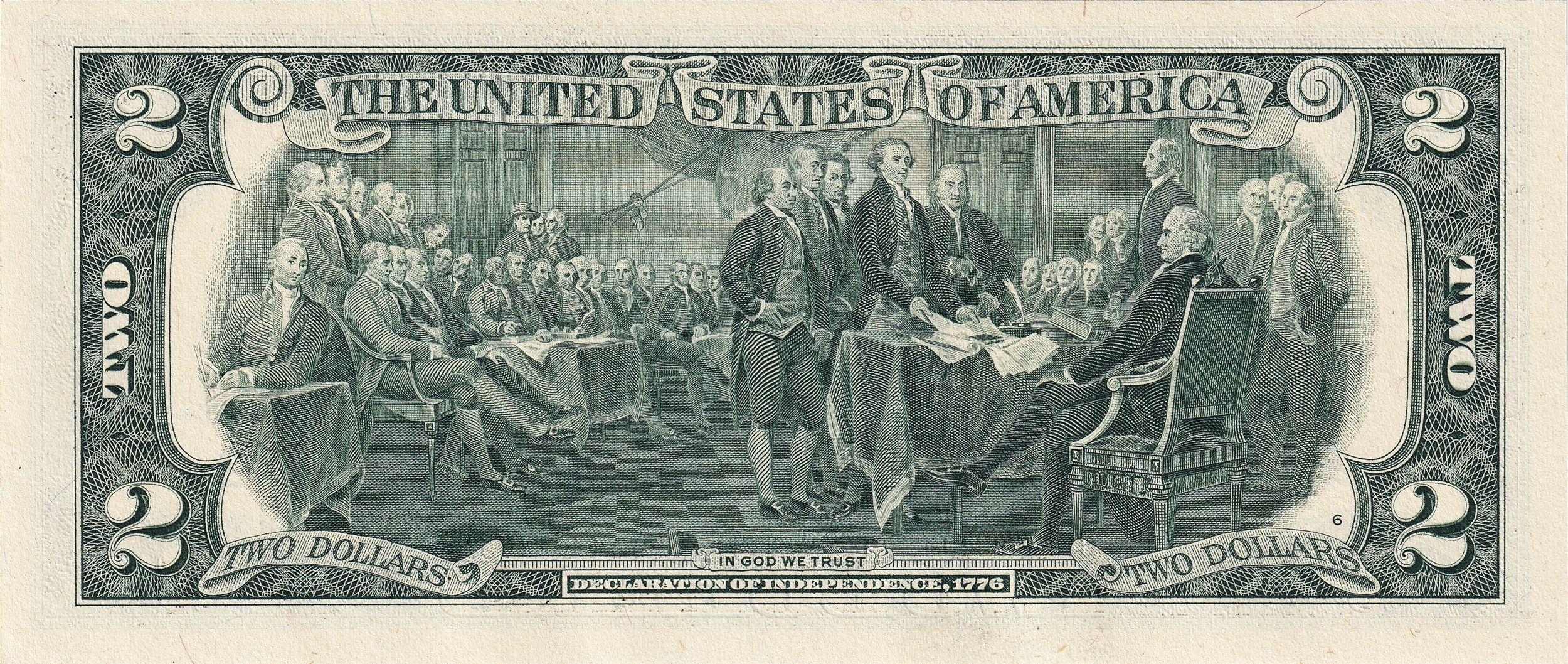
2ドル紙幣の裏面
ジョン・トランブルの『独立宣言』

トランブルは1816年から1825年までの9年間、アメリカ美術アカデミーの学長の座にあった。しかし、学生たちとうまくやっていくことができず、その技術が衰えた。最終的に1825年、学生たちの支持のなさゆえに、学生たちの反乱でアカデミーが潰れ、ナショナル・アカデミー・オブ・デザインの設立につながった。トランブルは1841年に自叙伝を出版した。トランブルの姪の夫でトランブルの支援者でもあった豪商のダニエル・ワズワースがアメリカ美術アカデミーのコレクションを買い取り、1942年にワズワース・アテネウム美術館を創設した。
トランブルは88歳の時にニューヨーク市で死んだ。当初、その設計したイェール大学画廊の下に妻と共に葬られた。1867年、そのコレクションと遺骸は新しく建設されたストリート・ホールに移された。トランブル・ギャラリーは後に取り壊された。
コネチカット州レバノンにあるジョン・トランブル生誕地は、1965年にアメリカ合衆国国定歴史建造物と宣言された。
アメリカ合衆国議会はその議会議事堂に4枚の絵画を購入するだけの予算を決めたために、独立戦争時のトランブルの絵画は4枚だけがそこに掲げられている。『独立宣言』、『バーゴイン将軍の降伏』、『コーンウォリス卿の降伏』および『ワシントンの総司令官退任』である。展示されていないものでは、『バンカーヒルでのウォーレン将軍の死』、『ケベックでのモントゴメリー将軍の死』、『トレントンの戦いでのドイツ人傭兵の捕獲』および『プリンストンの戦いでのマーサー将軍の死』がある。

## 絵画作品
- バンカーヒルでのウォーレン将軍の死
- ケベックでのモントゴメリー将軍の死
- カンナエの戦いでのアエミリウス・パウルスの死
- ジブラルタル守備隊の出撃、1789年
- 独立宣言
- トレントンの戦いでのドイツ人傭兵の捕獲
- プリンストンの戦いでのマーサー将軍の死
- サラトガにおけるバーゴイン将軍の降伏
- ヨークタウンにおけるコーンウォリス卿の降伏
- ワシントンの総司令官退任
- ジョージ・ワシントンとジョン・アダムズの肖像画
- 自画像
- ジョサイア・バートレットの肖像画

## トランブル作品のギャラリー

### 歴史的事件

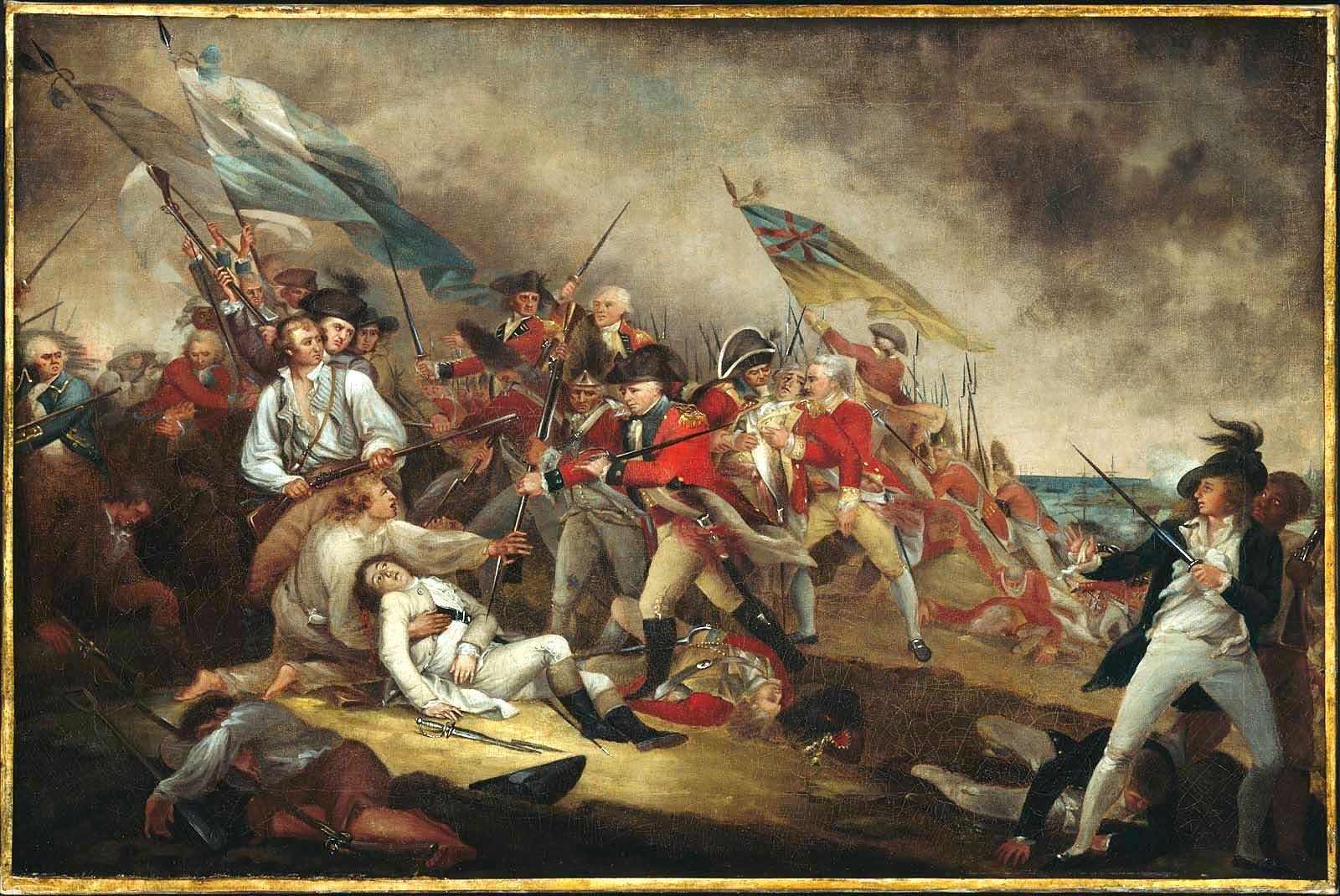
バンカーヒルでのウォーレン将軍の死（1775年）
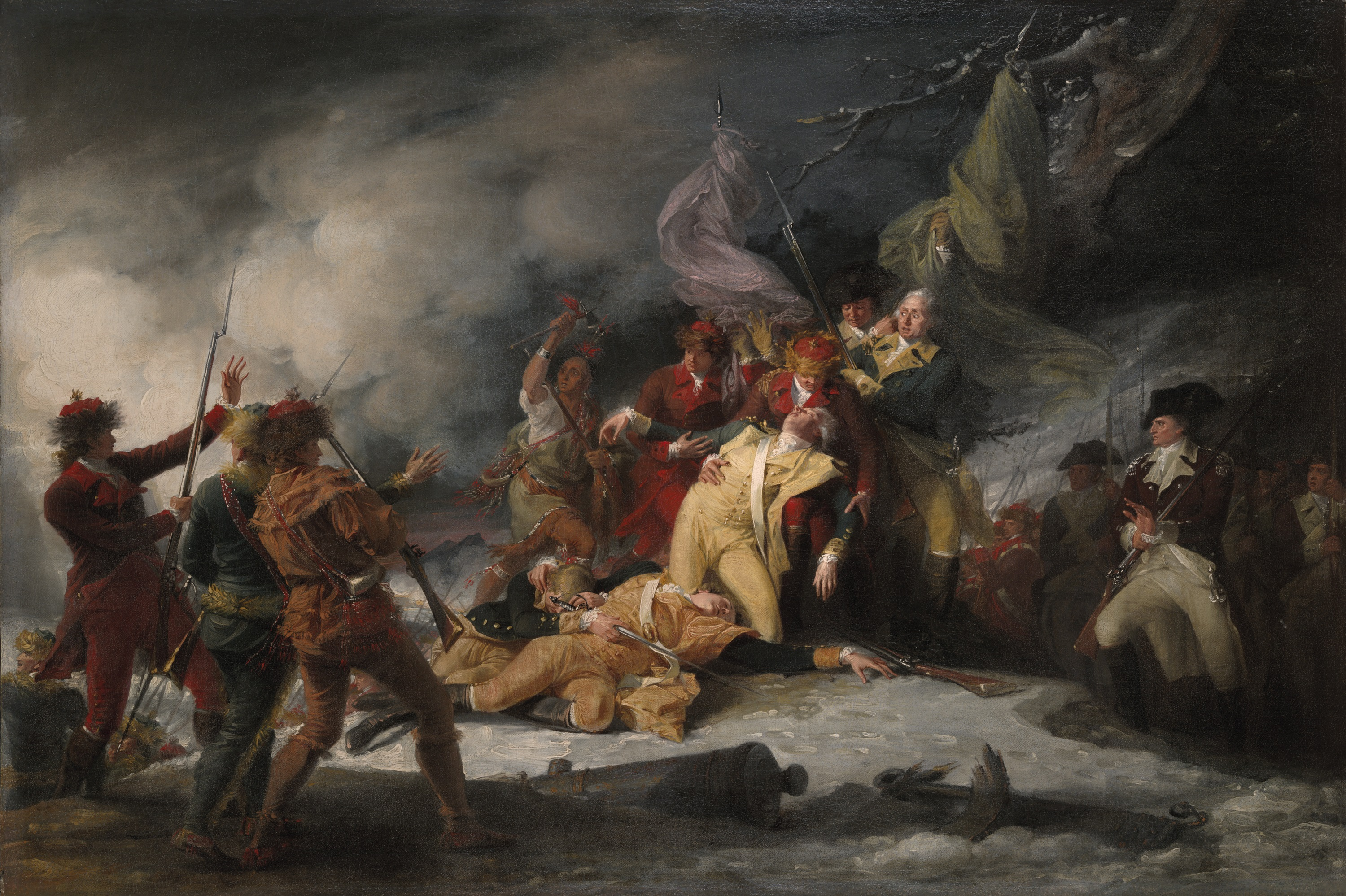
ケベックでのモントゴメリー将軍の死（1787年）
独立宣言（1795年）
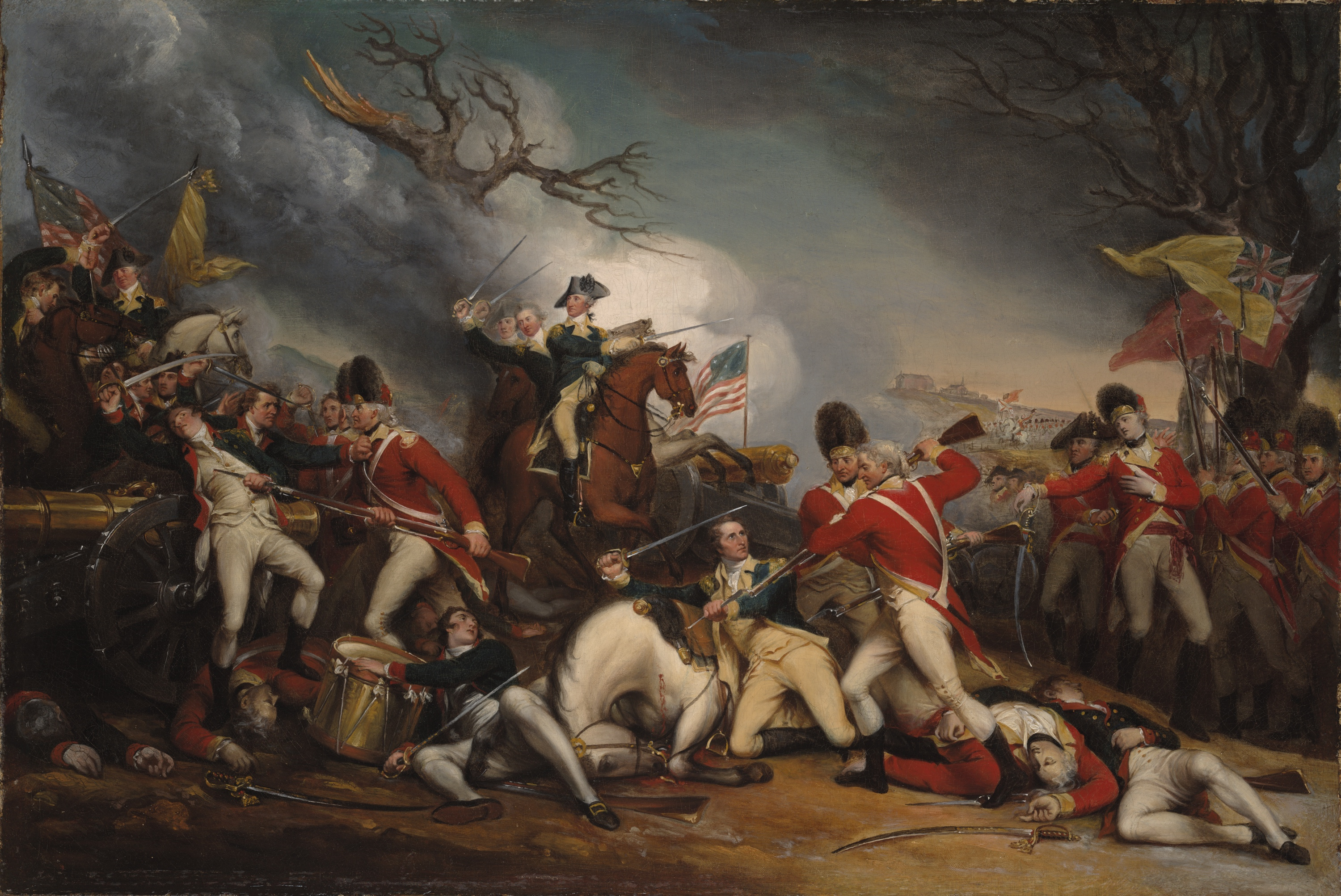
プリンストンの戦いでのマーサー将軍の死（1795年頃）
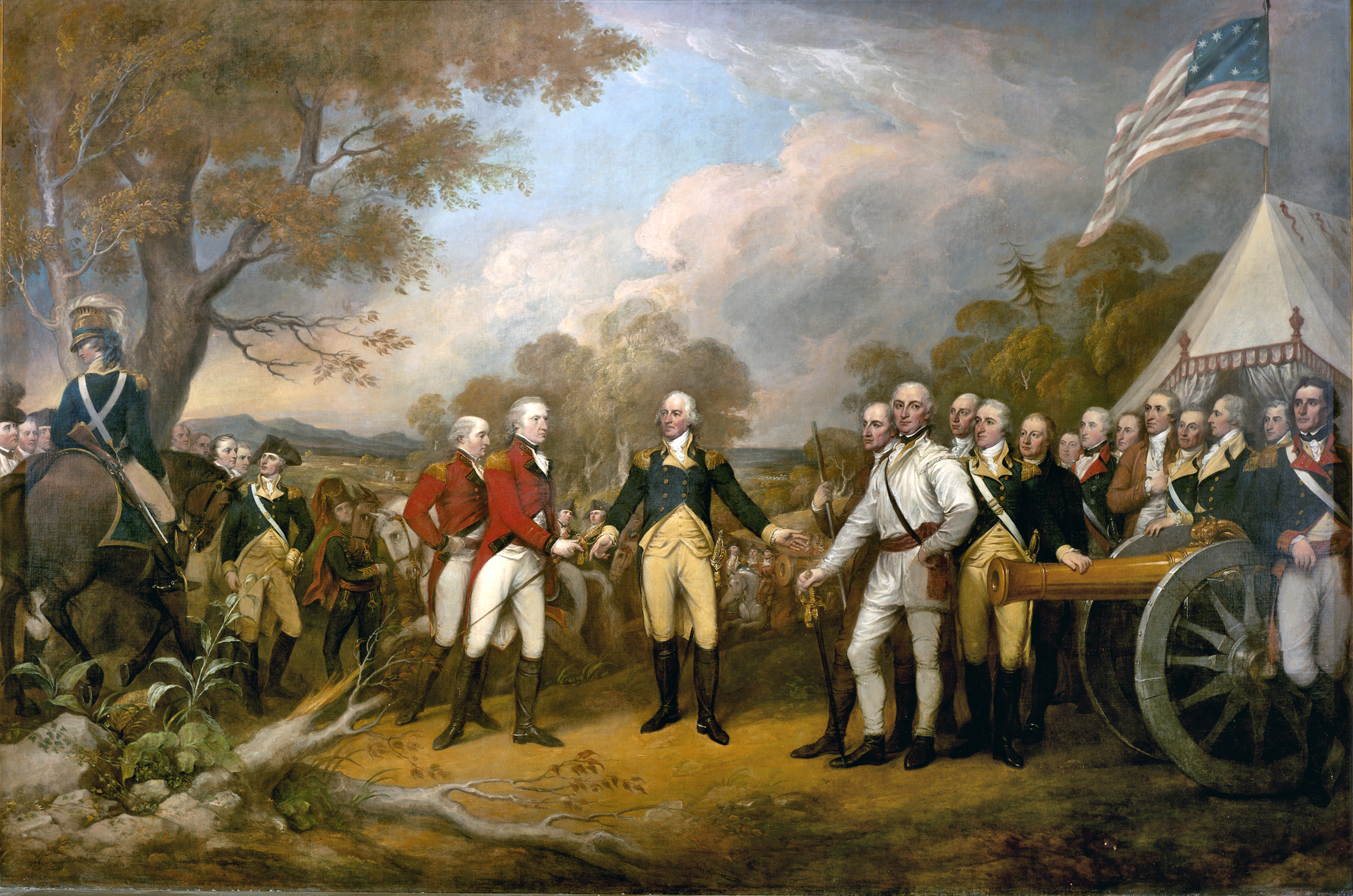
サラトガにおけるバーゴイン将軍の降伏
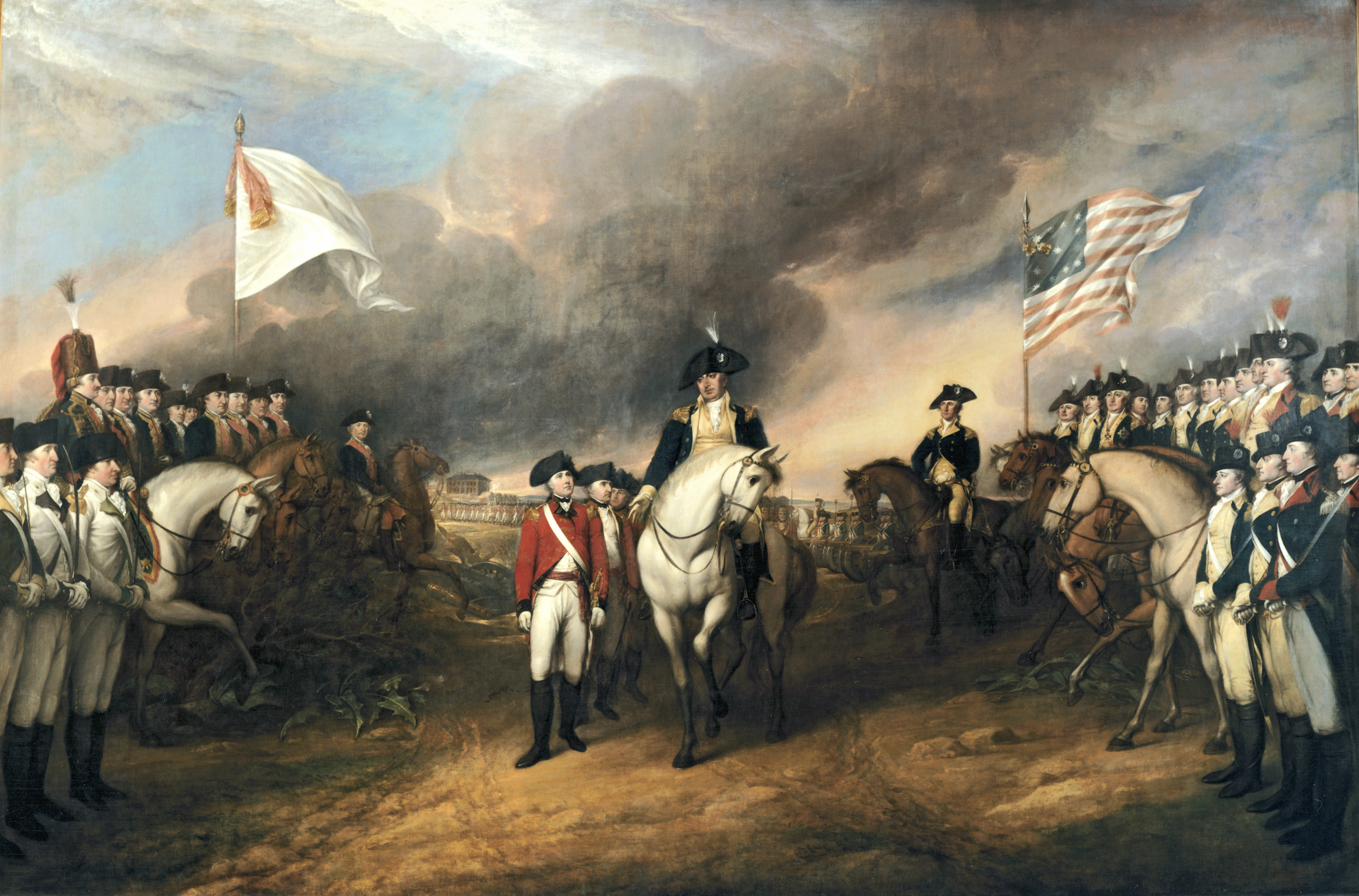
ヨークタウンにおけるコーンウォリス卿の降伏（1787年）
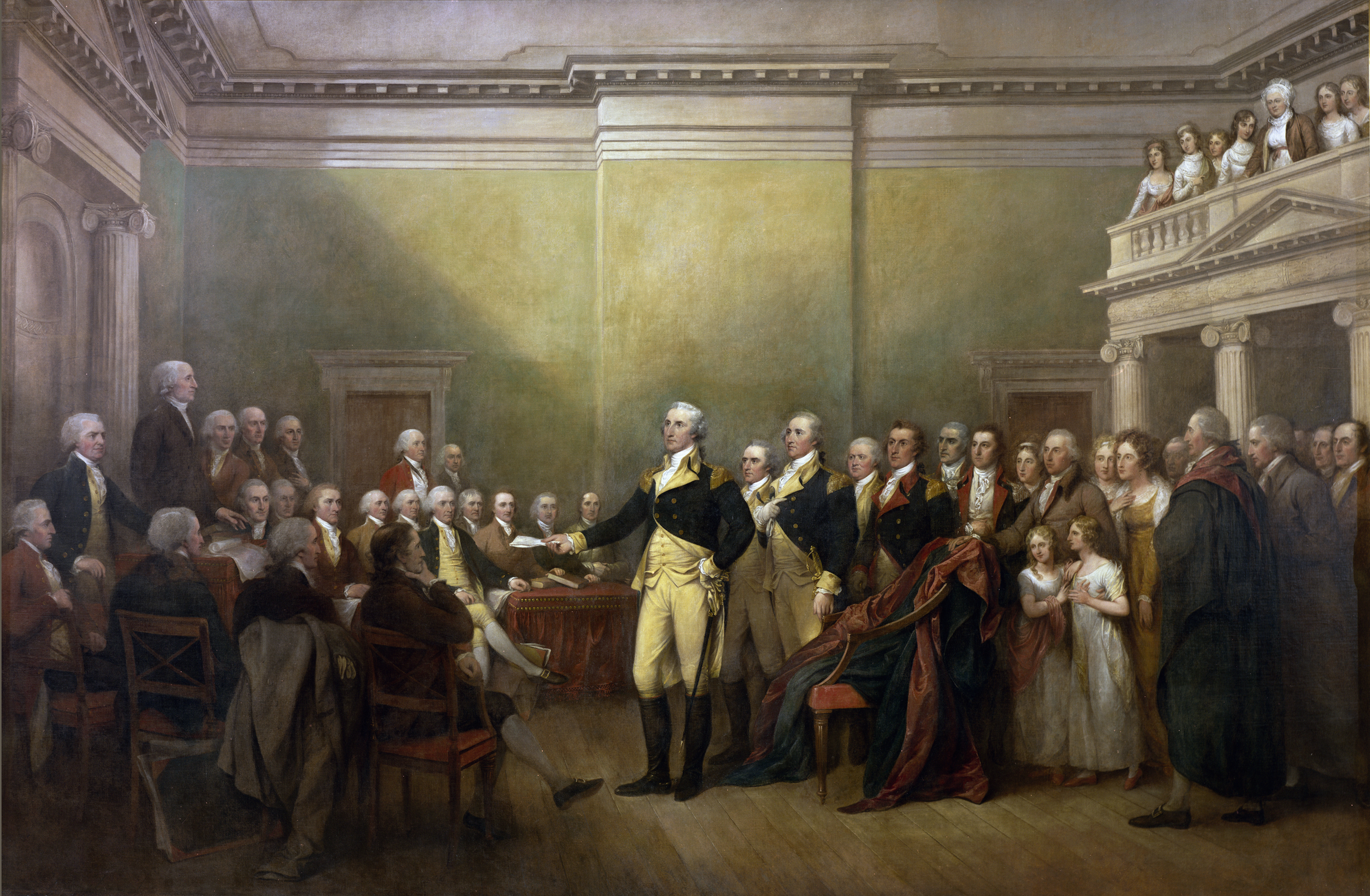
ワシントンの総司令官退任
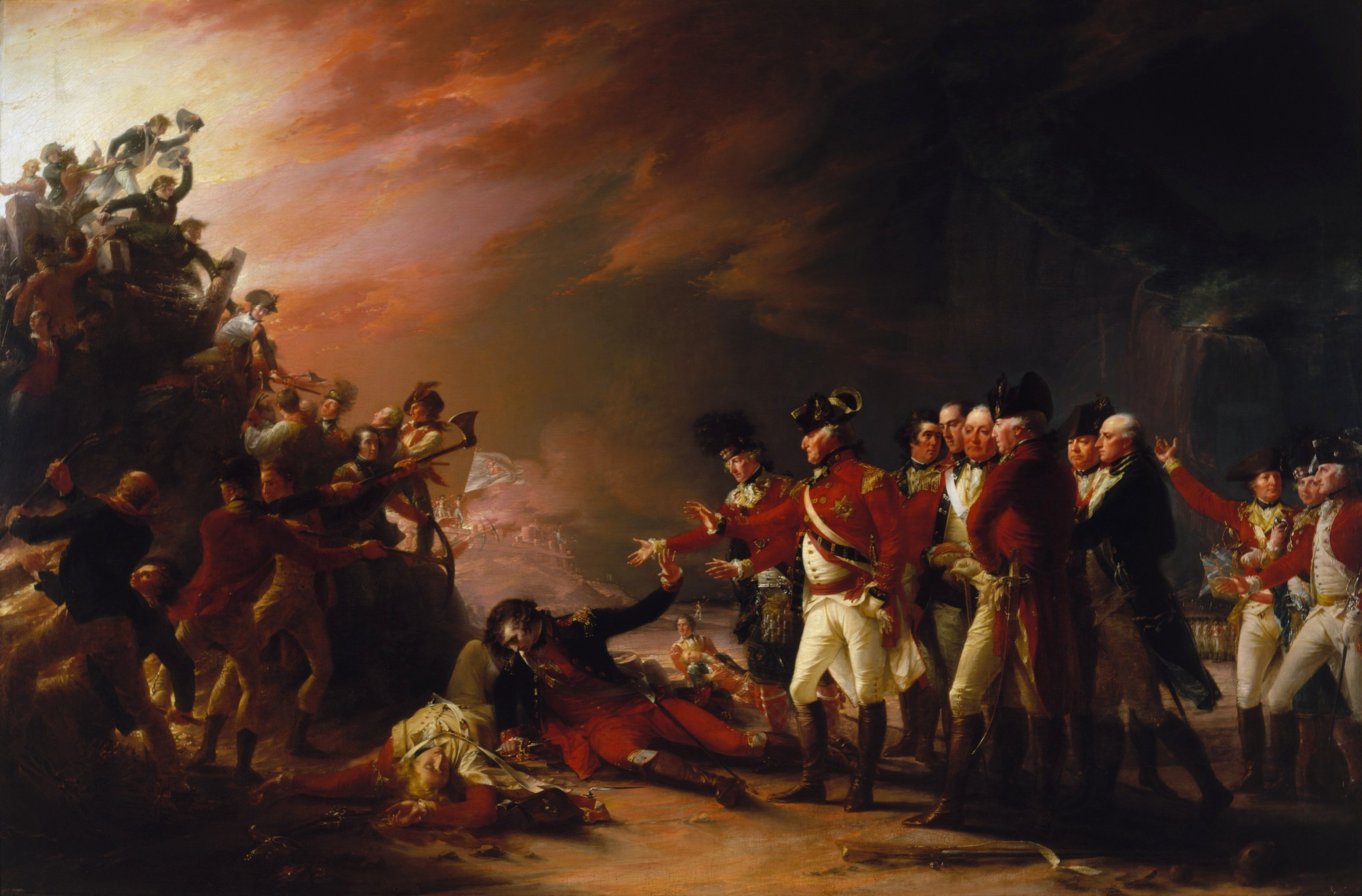
ジブラルタル守備隊の出撃、1789年（1789年）

### 肖像画

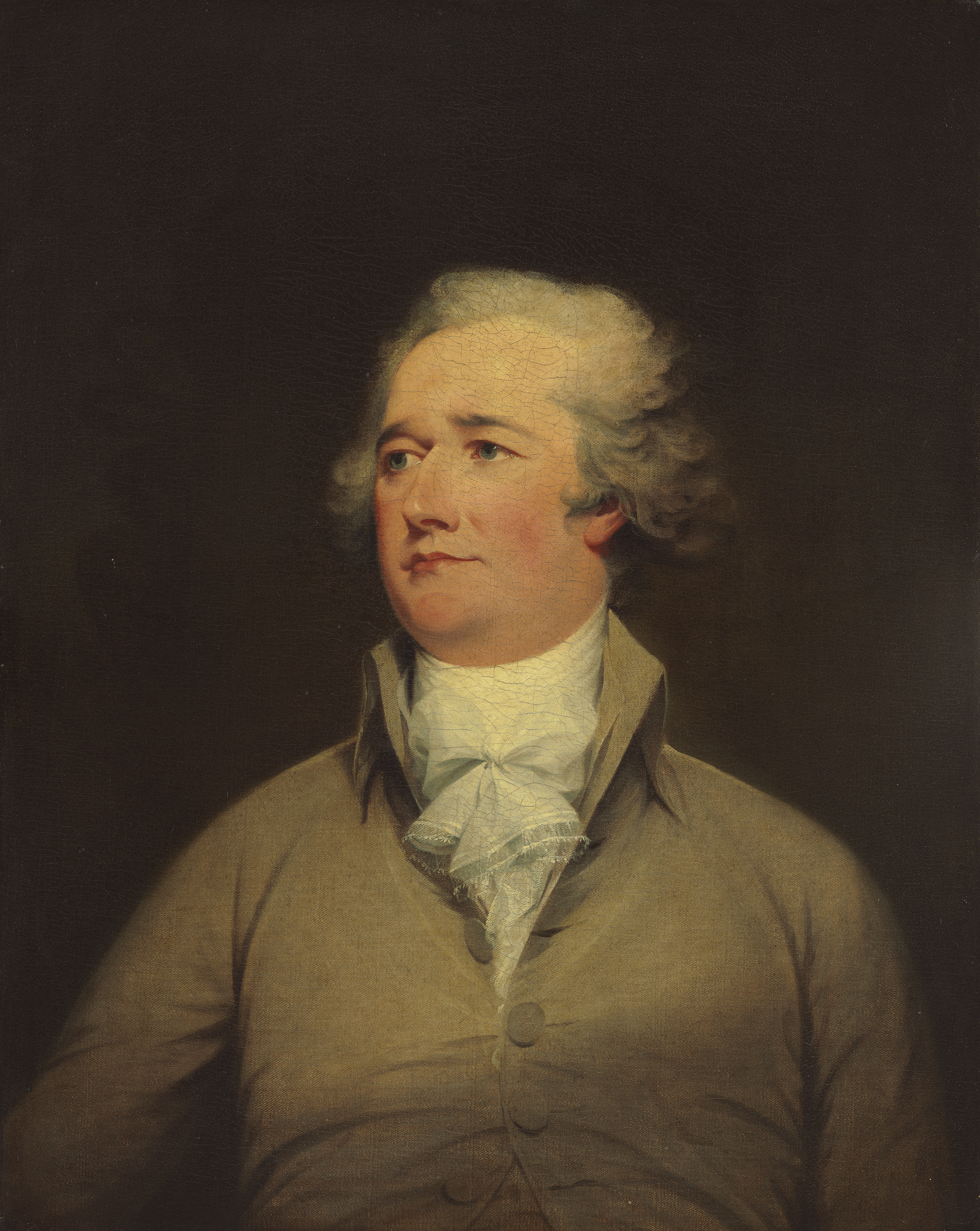
アレクサンダー・ハミルトン
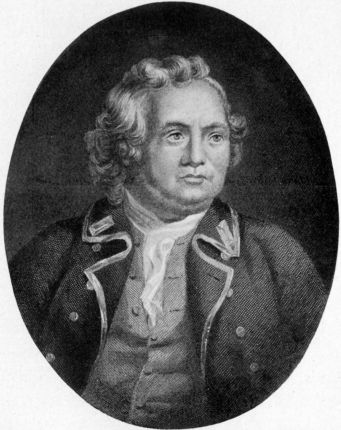
イズラエル・パットナム
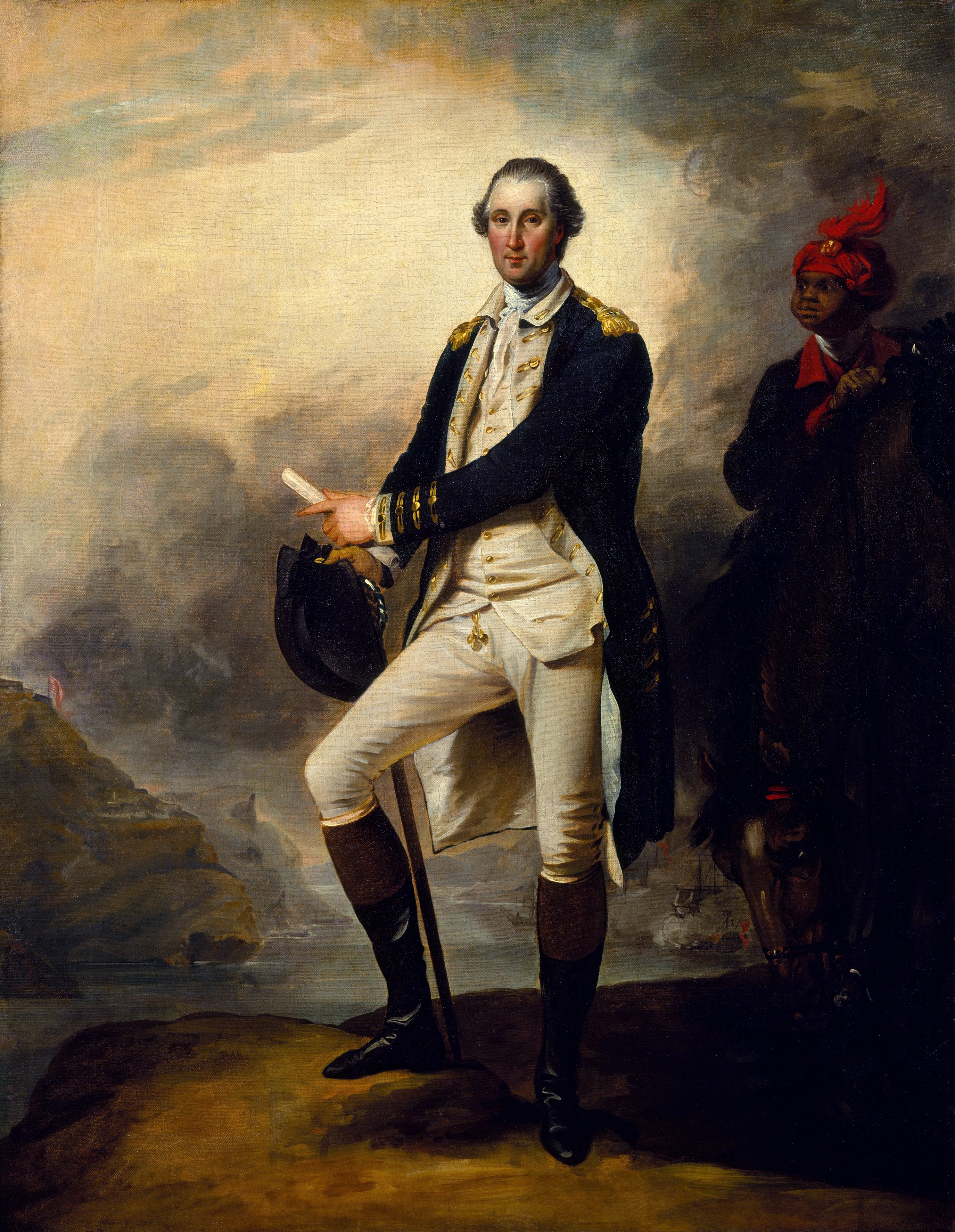
ジョージ・ワシントン